# Phyllolabis fenderiana
Phyllolabis fenderiana är en tvåvingeart som beskrevs av Alexander 1949. Phyllolabis fenderiana ingår i släktet Phyllolabis och familjen småharkrankar. Inga underarter finns listade i Catalogue of Life.